# Алєко Григолашвілі
Алєко Григолашвілі (груз. ალეკო გრიგოლაშვილი); — нар. (16 лютого 1982 Кутаїсі, Грузія — † 18 грудня 2014 поблизу села Старий Айдар, Луганська область) — грузинський військовик, старший лейтенант грузинської поліції, капітан запасу Збройних Сил Грузії. Один із перших добровольців Грузинського Національного Легіону, який сформований 2014 для відсічі російським окупантам на сході України.
Військовий інструктор, снайпер-розвідник. Також спортсмен, тренер, художник.

## Життєпис
Під час російсько-абхазької війни (1992—1993) утік із дому і ще дитиною потрапив на фронт.
2002  — з відзнакою закінчив юридичний факультет Державного університету Акакія Церетелі. Стажування проходив у Генеральній прокуратурі Грузії.
Займався спортом, був чемпіоном Тбілісі із змішаних єдиноборств, займався тренерською роботою.
2006  — призваний на строкову службу до Збройних Сил Грузії. По закінченню строку залишився служити за контрактом, отримав офіцерське звання, був зв'язківцем, інструктором розвідувальних підрозділів.
22 червня 2007  — 9 січня 2008 взяв участь у миротворчій операції в Іраку, нагороджений Медаллю «Армійських Досягнень» Армії США.
Серпень 2008  — захищав Грузію від російського вторгнення, поранений, 2009 стан здоров'я погіршився, був звільнений із Збройних Сил.
Працював ІТ-мененджером у державній компанії «United Water Supply Company» у містах Кутаїсі та Горі.
2011  — служив у підрозділі фінансової поліції. 15 жовтня 2014 звільнився за власним бажанням і виїхав до України, щоби взяти участь у боротьбі з російськими окупантами. 18 жовтня полетів до України, де став одним із перших бійців Грузинського Національного Легіону, разом із Мамукою Мамулашвілі був розробником логотипу нарукавного знаку, який тепер носять всі грузинські добровольці в Україні.
Під містом Щастя потрапив у засідку. Загинув разом із сержантом ЗСУ  — Сергієм Оврашком.
Одружений, залишилося 2 малолітніх дітей.

Михеіл Саакашвілі на своїй сторінці фейсбук написав:

| Українці, які билися та жертвували своїм життям на боці Грузії в Абхазії, говорили, що якщо ми не зупинимо ворога в Гумисті, нам доведеться зупиняти його на Дніпрі. Алєко Григорашвілі, незадовго до гибелі, писав у своєму фейсбуці — якщо ми не зупинимо Росію в Україні, наше керівництво віддасть Грузії Росії на блюдечку. Алєко робив справу в ім’я своєї батьківщини пока був живий і робив це ціною життя. Ті, хто звинувачують його в погоні за вигодою із своїх теплих кабінетів, і відмовляються бути похованими разом із загиблими у боротьбі з Росією, однозначно роблять справу ворога. Може ви думаєте інакше?! Якщо не спроможні назвати ворога ворогом, треба хоча б не бути таким боягузом і безсовісним, щоби зректися від свого співвітчизника, що загинув у бою з окупантом, і звинуватити його у погоні за вигодою, і назвати продажним провокатором. У Алєко була висока заробітна платня в Грузії, але він за своєю волею залишив роботу і на свої збереження поїхав воювати на Донбас. Його діти можуть все життя пишатися своїм батьком. |

## Нагороди та вшанування
- Медаль «Армійських Досягнень» Армії США (Наказ Командування Мультинаціонального Корпусу в Іраку № РО 048—041 від 17 лютого 2008).
- 2014  — Алєко Григорашвілі признаний людиною року в Грузії на щорічній церемонії нагороди «Золотий пергамент» агентства новин GHN.
- Медаль «За жертовність і любов до України» УПЦ КП (30.01.2015, посмертно).
- Нагрудний знак «Знак пошани» Міноборони України (січень 2016, посмертно).
- Вшановується в меморіальному комплексі «Зала пам'яті», в щоденному ранковому церемоніалі 18 грудня[1]